# Кутаисская губерния
Кутаи́сская губе́рния (груз. ქუთაისის გუბერნია) — административно-территориальная единица Российской империи. Губернский город — Кутаиси.

## Физико-географическая характеристика

### Географическое положение
Располагалась на юго-западе Закавказья, вдоль юго-восточного берега Чёрного моря и по бассейну реки Риони и Чороха.
Площадь 25 942 кв. вёрст.

### Климат
Климат мягкий, влажный и ровный. Флора роскошная субтропическая (родина виноградной лозы).

### Рельеф
Поверхность на севере гориста — южные склоны главного Кавказа (Дых-Тау, 17 тыс. футов высоты); средняя часть, по реке Риони, плоская, местами болотистая, низина; южная часть губернии занята Малым Кавказом. Леса покрывают около половины всей площади. Почва в гористых местах камениста, в низине — наносная, чрезвычайно плодородная.

## История
Кутаисская губерния образована в 1846 году в результате разделения Грузино-Имеретинской губернии. В 1883 году в состав губернии включены Сухумский округ и 2 округа (Артвинский и Батумский) упразднённой Батумской области. В 1903 году Артвинский и Батумский округа снова выделены в Батумскую область. В начале XX века Сухумский округ также получил статус особого округа Российской империи, приравненного к губернии.
В 1918 году губерния вошла в состав Грузинской Демократической Республики.

## Религиозный состав
По состоянию на 1863 год в губернии, без учёта Мингрелии, проживало 348 933 человек. Большинство населения исповедало православие. Помимо этого в губернии насчитывалось 31 189 последователей армянской церкви, 2402 раскольников (духоборцев), 2374 католиков, 5369 евреев и 20 132 мусульман. В 1861 году в губернии насчитывалось: 455 православных храма (11 монастырей и 444 церкви); 72 армянские церкви; 2 католические церкви в Кутаиси и Ахалцихе; 1 еврейская синагога в Кутаиси

## Население

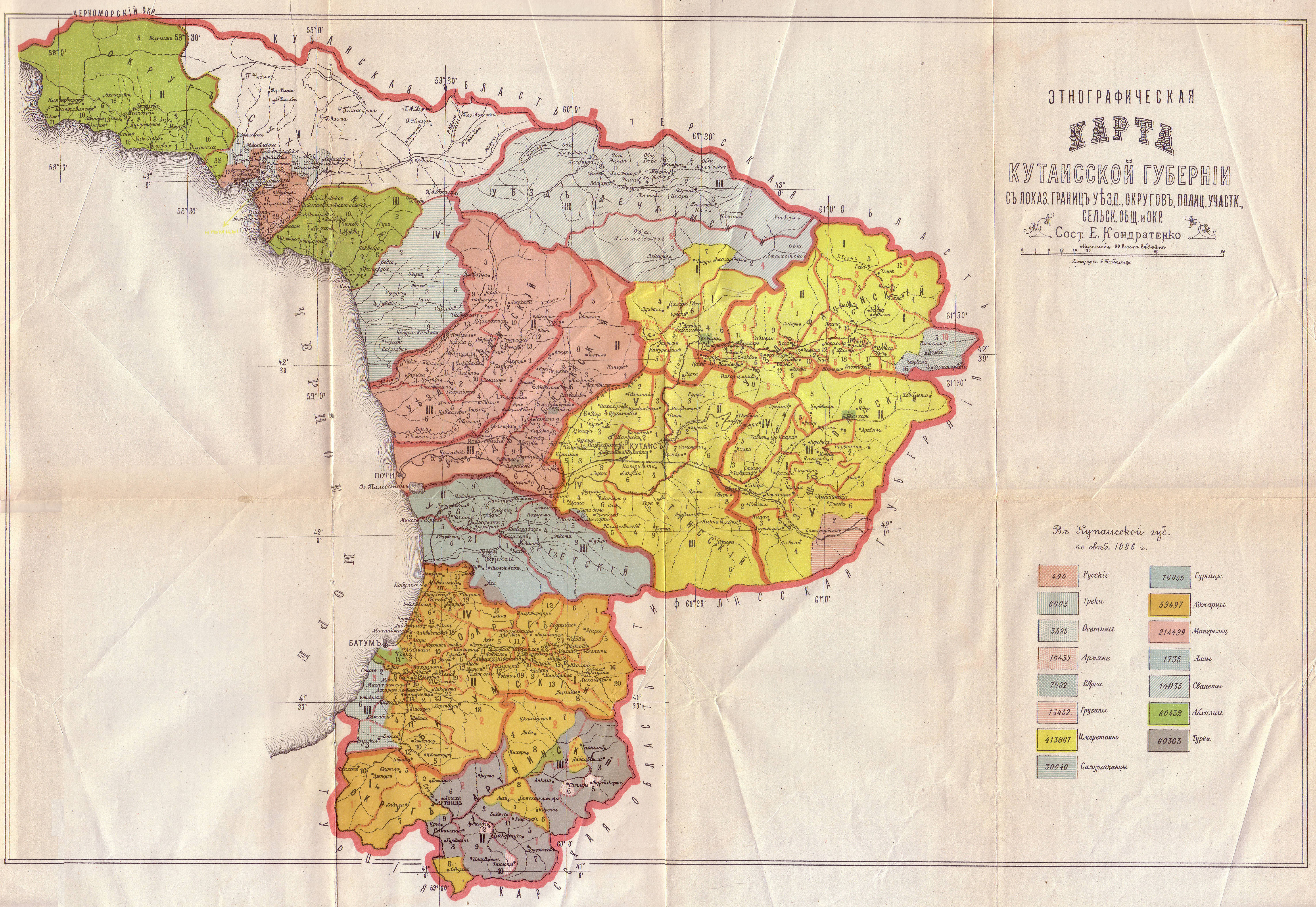
Национальный состав Кутаисской губернии (1886 г.)

Население 914 тысяч человек (в том числе городское 62 тыс.).

### Национальный состав в 1897 году[2]
| уезд             | грузины (гурийцы, рачинцы, картлийцы) | имеретинцы | мингрелы | абхазы | турки   | армяне  | русские | сваны  | греки | евреи  | малоросы | поляки | курды | осетины |
| ---------------- | ------------------------------------- | ---------- | -------- | ------ | ------- | ------- | ------- | ------ | ----- | ------ | -------- | ------ | ----- | ------- |
| Губерния в целом | 32,5 %                                | 25,6 %     | 22,6 %   | 5,6 %  | 4,4 %   | 2,3 %   | 1,8 %   | 1,5 %  | 1,4 % | …      | …        | …      | …     | …       |
| Артвинский округ | 42,06 %                               | …          | …        | …      | 42,67 % | 13,66 % | 1,41 %  | …      | …     | 0,11 % | …        | …      | …     | …       |
| Батумский округ  | 63,9 %                                | …          | …        | …      | 3,6 %   | 8,1 %   | 8,2 %   | …      | 5,3 % | 1,2 %  | 1,9 %    | 1,0 %  | 1,9 % | …       |
| Зугдидский уезд  | …                                     | …          | 98,4 %   | …      | …       | …       | …       | …      | …     | …      | …        | …      | …     | …       |
| Кутаисский уезд  | 27,2 %                                | 66,8 %     | …        | …      | …       | …       | 1,8 %   | …      | …     | 1,6 %  | …        | …      | …     | …       |
| Лечхумский уезд  | …                                     | 66,0 %     | …        | …      | …       | …       | …       | 32,1 % | …     | …      | …        | …      | …     | …       |
| Озургетский уезд | 95,3 %                                | …          | …        | …      | …       | …       | …       | …      | 3,3 % | …      | …        | …      | …     | …       |
| Рачинский уезд   | 18,6 %                                | 73,9 %     | …        | …      | …       | …       | …       | …      | …     | 1,0 %  | …        | …      | …     | 5,8 %   |
| Сенакский уезд   | 12,4 %                                | …          | 83,6 %   | …      | …       | …       | 1,2 %   | …      | …     | …      | …        | …      | …     | …       |
| Шоропанский уезд | 68,2 %                                | 28,5 %     | 1,4 %    | …      | …       | …       | …       | …      | …     | …      | …        | …      | …     | 1,2 %   |
| Сухумский округ  | 1,7 %                                 | …          | 22,4 %   | 55,3 % | 1,3 %   | 6,2 %   | 4,8 %   | …      | 5,1 % | …      | …        | …      | …     | …       |

## Административное деление

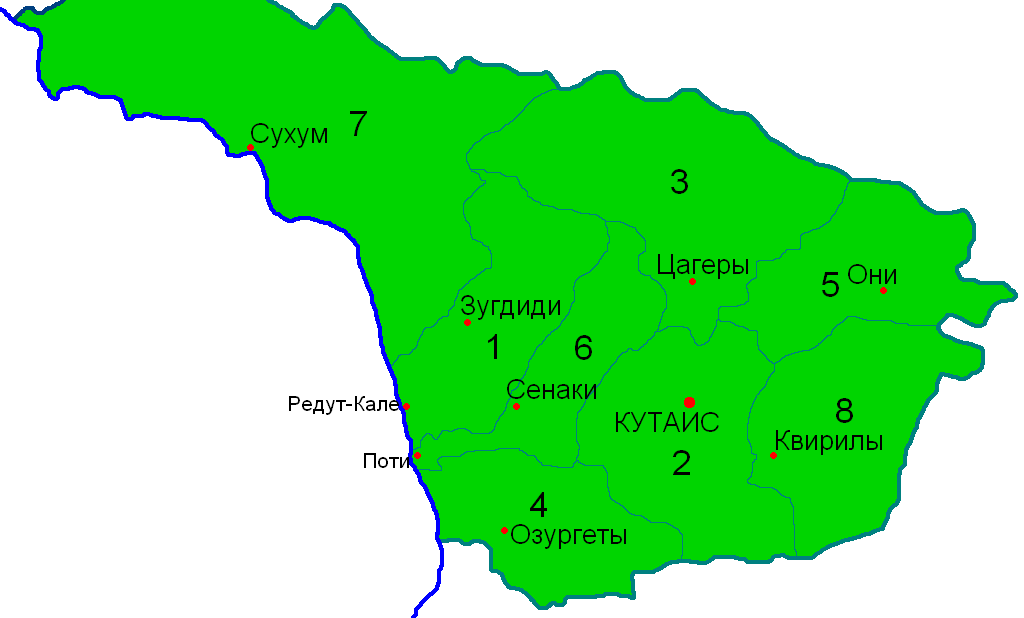
Административное деление Кутаисской губернии. Также в состав губернии до 1903 года входил Артвинский округ (не указан на схеме), позже переданный в состав Батумской области. После 1904 года часть Сухумского округа была передана в состав Сочинского округа Черноморской губернии (на схеме старые границы Сухумского округа).

В состав Кутаисской губернии в 1897 году входили 7 уездов и 3 округа.
| №  | Уезд             | Уездный город           | Герб уездного города | Площадь, вёрст² | Население (1897), чел. |
| -- | ---------------- | ----------------------- | -------------------- | --------------- | ---------------------- |
| 1  | Зугдидский       | г. Зугдиди (3407 чел.)  |                      | 2614,9          | 114 869                |
| 2  | Кутаисский       | г. Кутаис (32 476 чел.) |                      | 2985,9          | 221 665                |
| 3  | Лечхумский       | с. Цагери (687 чел.)    |                      | 4078,3          | 47 779                 |
| 4  | Озургетский      | г. Озургеты (4710 чел.) |                      | 1985,0          | 90 326                 |
| 5  | Рачинский        | с. Они (1255 чел.)      |                      | 2494,9          | 60 421                 |
| 6  | Сенакский        | м. Сенаки (1248 чел.)   |                      | 1520,0          | 115 785                |
| 7  | Сухумский округ  | г. Сухум (7998 чел.)    |                      | 7575,4          | 106 179                |
| 8  | Шорапанский      | с. Квирилы (2010 чел.)  |                      | 2687,4          | 156 633                |
| 9  | Артвинский округ | м. Артвин (7091 чел.)   |                      | 3433,5          | 56 140                 |
| 10 | Батумский округ  | г. Батум (28 508 чел.)  |                      | 2675,7          | 88 444                 |

## Органы власти

### Военные губернаторы
| Ф. И. О.                                 | Титул, чин, звание                           | Время замещения должности |
| ---------------------------------------- | -------------------------------------------- | ------------------------- |
| Белявский Константин Яковлевич           | генерал-майор                                | 17.04.1847—1851           |
| Гагарин Александр Иванович               | князь, генерал-майор                         | 1851—1853                 |
| Багратион-Мухранский Иван Константинович | князь, генерал-майор                         | 1853—1856                 |
| Эристов Георгий Романович                | князь, генерал-лейтенант, генерал-губернатор | 1856—1860                 |
| Колюбакин Николай Петрович               | генерал-лейтенант                            | 1860—1863                 |
| Святополк-Мирский Дмитрий Иванович       | князь, генерал-лейтенант, генерал-губернатор | 1863—1866                 |
| Левашов Владимир Васильевич              | граф, генерал-майор                          | 1867—28.09.1874           |

### Губернаторы
| Ф. И. О.                        | Титул, чин, звание               | Время замещения должности |
| ------------------------------- | -------------------------------- | ------------------------- |
| Иванов Николай Агапович         | полковник (генерал-майор)        | 1858—1861                 |
| Оголин Александр Степанович     | действительный статский советник | 1861—1866                 |
| Властов, Георгий Константинович | действительный статский советник | 1874—1878                 |
| Малафеев Николай Ясонович       | действительный статский советник | 1878—1883                 |

### Военные губернаторы
| Ф. И. О.                        | Титул, чин, звание                                   | Время замещения должности |
| ------------------------------- | ---------------------------------------------------- | ------------------------- |
| Смекалов Алексей Михайлович     | генерал-майор                                        | 01.07.1883—11.02.1887     |
| Гросман Александр Игнатьевич    | генерал-майор                                        | 11.03.1887—01.12.1890     |
| Шаликов Михаил Яковлевич        | генерал-лейтенант                                    | 22.12.1890—30.05.1898     |
| Гершельман Фёдор Константинович | генерал-майор                                        | 19.07.1898—21.04.1901     |
| Смагин Алексей Алексеевич       | полковник (генерал-майор), и. д.                     | 20.10.1901—01.05.1905     |
| Вакансия                        |                                                      | 1905—1907                 |
| Славачинский Адам Иванович      | генерал-майор                                        | 28.11.1907—1914           |
| Потулов Лев Владимирович        | статский советник (действительный статский советник) | 1914—1916                 |
| Гудович Александр Васильевич    | граф, статский советник                              | 1916—1917                 |

### Губернские предводители дворянства
| Ф. И. О.                       | Титул, чин, звание                                          | Время замещения должности |
| ------------------------------ | ----------------------------------------------------------- | ------------------------- |
| Церетели Нестор Дмитриевич     | князь, Свиты Его Величества генерал-майор                   | 1878—1885                 |
| Кипиани Дмитрий Иванович       | действительный статский советник                            | 12.08.1885—26.08.1886     |
| Нижарадзе Алмасхан Дмитриевич  | князь, подполковник                                         | 26.08.1886—27.08.1888     |
| Цулукидзе Константин Давидович | князь, подпоручик                                           | 28.08.1888—13.09.1889     |
| Церетели Семён Георгиевич      | князь, в звании камергера, действительный статский советник | 13.09.1889—14.09.1901     |
| Лордкипанидзе Симон Николаевич | князь, в звании камергера, надворный советник               | 14.09.1901—1904           |
| Церетели Симон Давидович       | князь, прапорщик                                            | 26.02.1904—1912           |
| Микеладзе Парсадах Георгиевич  | князь, отставной полковник                                  | 12.03.1912—1915           |
| Нижерадзе Давид Отиевич        | князь, статский советник                                    | 1915—1917                 |

### Вице-губернаторы
| Ф. И. О.                              | Титул, чин, звание                      | Время замещения должности |
| ------------------------------------- | --------------------------------------- | ------------------------- |
| Колюбакин Михаил Петрович             | подполковник                            | 1847—1848                 |
| Гусятников Михаил Петрович            | статский советник                       | 1848—1852                 |
| Гнилосаров Пётр Демьянович            | статский советник                       | 1852—1856                 |
| Юрченко Иван Михайлович               | действительный статский советник        | 1856—1869                 |
| Остен-Сакен Максимилиан Александрович | надворный советник (статский советник)  | 1869—1873                 |
| Малафеев Николай Ясонович             | статский советник                       | 1873—1878                 |
| Брюгген Александр Юльевич             | барон, действительный статский советник | 07.02.1878—01.02.1897     |
| Миклашевский Григорий Дементьевич     | действительный статский советник        | 14.02.1897—18.09.1899     |
| Калачёв Алексей Алексеевич            | коллежский советник (статский советник) | 20.06.1900—20.08.1905     |
| Макаров Аполлон Аполлонович           | коллежский советник                     | 28.04.1906—1915           |
| Вентцель Николай Эдуардович           | полковник                               | 1915—1917                 |

### Помощники военного губернатора
| Ф. И. О.                          | Титул, чин, звание   | Время замещения должности |
| --------------------------------- | -------------------- | ------------------------- |
| Эристов Николай Богданович        | князь, генерал-майор | 01.06.1883—04.02.1895     |
| Барятинский Александр Анатольевич | князь, генерал-майор | 04.02.1895—10.05.1896     |
| Самойлов Алексей Александрович    | полковник            | 10.05.1896—26.01.1900     |
| Дрягин Николай Николаевич         | генерал-майор        | 24.02.1900                |

## Геральдика

Герб Кутаисской губернии

Герб Кутаисской губернии утверждён 29 октября 1870 года.

В зелёном щите Золотое Руно, повешенное на ленте цветов Российской империи. Щит увенчан Императорскою короною и окружён золотыми дубовыми листьями, соединенными Андреевскою лентою.— ПСЗ РИ, №48860
Существовали проекты гербов для регионов губернии: для области Рача — «в лазоревом щите золотой тур на серебряной скале» и для Мингрелии — «в чёрном поле золотая голова быка».
В 1883—1903 годах Батумская область входила в состав Кутаисской губернии. Область имела свой герб, утверждёный 17 июня 1881 года:

Щит пересечён волнообразно червленью и серебром, с тремя золотыми византийскими монетами 2 и 1, в верхней половине. Щит украшен Древнею Царскою короною и окружён золотыми дубовыми листьями, соединёнными Александровскою лентою.— ПСЗ, №274а

## Экономика

### Промышленность
Фабрики и заводы (1900) 314 с производством на 8,5 миллионов рублей.
Горное дело с древних времен; у железнодорожной станции Квирилы самые богатые в свете месторождения марганца (до 23 мил. пудов в год), медная и свинцовая руда, каменный уголь (свыше 3 миллионов пудов).

### Торговля
Землевладение крайне дробное. Главные культивируемые растения: кукуруза и виноград. Хлеба (пшеница, просо, ячмень и др.) сеют немного в нагорных частях губернии. Табаководство (высокие сорта) развивается; по Черноморскому побережью — фруктовые и апельсинные сады.

### Транспорт
Железных дорог 379 вёрст.

## Известные люди
- Маяковский, Владимир Владимирович, уроженец села Багдати (Багдади), русский советский поэт.
- Жордания, Ной Николаевич, уроженец села Озургети, Озургетского уезда — председатель правительства Грузинской демократической республики (1918—1921)